# Alex Pullin
Alex Pullin (20. září 1987 Mansfield, Victoria – 8. července 2020 Gold Coast, Queensland), přezdívaný Chumpy, byl australský snowboardista, který se účastnil zimních olympijských her v letech 2010, 2014 a 2018. Dvakrát se stal světovým šampionem ve snowboardcrossu.

## Mládí
Pullin se narodil 20. září 1987 v Mansfieldu ve Victorii. Začal jezdit na snowboardu již ve velmi nízkém věku a stal se z něj profesionální snowboardista. Jeho rodiče vlastnil obchod a půjčovnu lyží.

## Kariéra
Pullin reprezentoval Austrálii na zimních olympijských hrách v roce 2010 ve snowboardcrossu. Během této soutěže zajel nejrychlejší kvalifiační čas (1:20.15), ale byl poražen hned v prvním kole soutěže, kde nakonec skončil na 17. místě.
V roce 2014 byl na olympijských hrách v Soči vlajkonošem australského olympijského týmu a účastnil se mužského závodu ve snowboardcrossu. Jako jeden z hlavních favoritů byl ale poražen ve čtvrtfinále. Australské vláda darovala Pullinovi 500 tisíc australských dolarů, tedy více než kterémukoli jinému reprezentantovi. V roce 2018 skončil na zimních olympijských hrách ve snowboardcrossu na 6. místě, jelikož během finále havaroval. Byl jedničkou mezi závodníky tohoto klání. Na druhém místě se v tomto závodě umístil Jarryd Hughes, také Australan, ale Pullin mu z osobních důvodů nepotřásl rukou.
Kromě olympijských her se Pullin účastnil také Winter X Games v roce 2008. V roce 2016 vyhrál stříbrnou medaili v Aspenu v Coloradu (USA). V roce 2011 a 2013 vyhrál na utkání FIS Snowboarding World Championship a stal se tak prvním Australanem, který vyhrál tuto soutěž. V roce 2011 také vyhrál zlatou medaili na novozélandských zimních hrách.
V roce 2011 se stal ambasadorem Suzuki Australia, kdy tuto společnost sponzoroval. Kromě snowboardingu byl Pullin také členem reggae skupiny Love Charli.
V roce 2020 Pullin oznámil, že ukončuje profesionální sportovní kariéru.

## Smrt
Dne 8. července 2020 se Pullin utopil na Gold Coast v Queenslandu ve věku 32 let. Vyšetřovatelé se domnívají, že se vydal sám rybařit na umělý ostrov mimo Palm Beach. Pullinovo tělo bylo nalezeno na dně oceánu jedním ze šnorchlařů. Záchranáři využili kardiovaskulární resuscitace, která trvala 45–50 minut, ale Pullin byl již mrtev.